# Friedrich Storck

Friedrich Storck

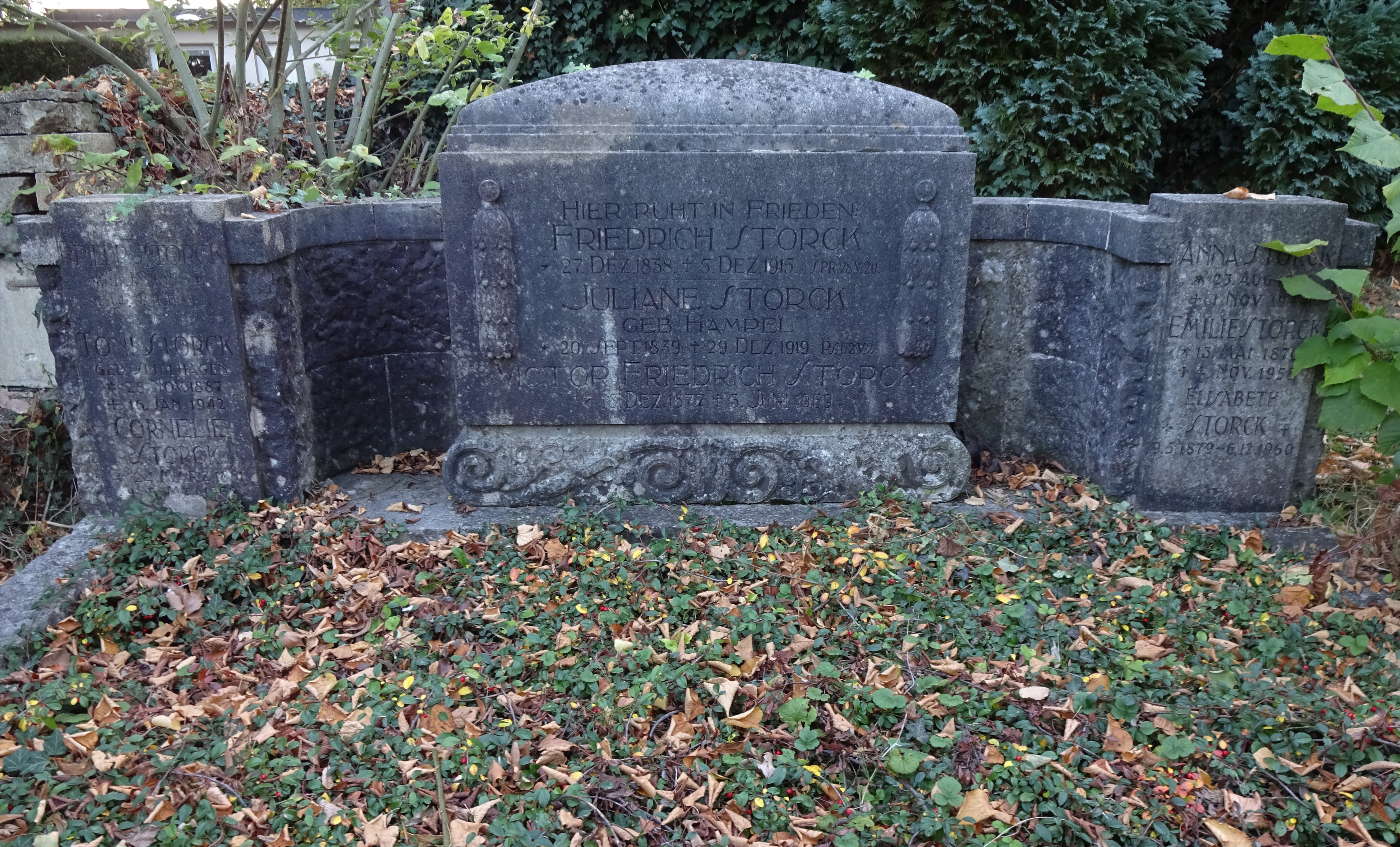
Familiengrab von Friedrich Storck und Viktor Storck auf dem Reformierten Friedhof Hochstraße in Wuppertal

Friedrich Storck (* 26. Dezember 1838 in Elberfeld (heute Stadtteil von Wuppertal); † 5. Dezember 1915 ebenda) war ein deutscher Schriftsteller und Dichter. Er schrieb auch unter dem Pseudonym F. Höarmeckan.
Er war als Volksdichter bekannt und veröffentlichte zahlreiche Werke sowohl in Hochdeutsch als auch in Elberfelder Platt. Er war Angestellter bei Johann Simons Erben. Verheiratet war er mit Juliane Hampel (1839–1915), mit der er einen Sohn namens Viktor Storck hatte, der sich ebenfalls als Schriftsteller betätigte. Storck veröffentlichte unter anderem auch seine Autobiografie mit dem Titel „Aus der Schule des Lebens“. Er wurde auf dem Reformierten Friedhof Hochstraße in Elberfeld beerdigt, wo auch eine Straße nach ihm benannt ist.

## Werke
- Je länger je lewer (1876, als F. Höarmeckan)
- Ömmergrön (1887, als F. Höarmeckan)
- Kalleroden (2 Bände, 1892)
- Pitzepatzen (1895)
- Episches, lyrisches, dramatisches Dreiblatt (1898)
- Aus der Schule des Lebens (1911)

## Belege
1. ↑  Wilhelm Seelmann: Die plattdeutsche Literatur 1800–1915. Wachholtz, Neumünster 1979, ISBN 3-7963-0160-6, S. 116.
2. ↑  Beiträge zur Geschichte und Heimatkunde des Wuppertals. Born, Wuppertal 1960, S. 120.
3. ↑  Stadt Wuppertal: Friedrich Storck alias Fritz Höarmeckan (1838-1915)
4. ↑  Stadt-Anzeiger Wuppertal vom 18. Dezember 1965

| Personendaten    | Personendaten                        |
| ---------------- | ------------------------------------ |
| NAME             | Storck, Friedrich                    |
| ALTERNATIVNAMEN  | Höarmeckan, Friedrich (Pseudonym)    |
| KURZBESCHREIBUNG | deutscher Schriftsteller und Dichter |
| GEBURTSDATUM     | 26. Dezember 1838                    |
| GEBURTSORT       | Elberfeld                            |
| STERBEDATUM      | 5. Dezember 1915                     |
| STERBEORT        | Elberfeld                            |